# Saint-Fortunat-sur-Eyrieux
Saint-Fortunat-sur-Eyrieux település Franciaországban, Ardèche megyében. Lakosainak száma 806 fő (2022. január 1.). Saint-Fortunat-sur-Eyrieux Dunière-sur-Eyrieux, Gilhac-et-Bruzac, Saint-Cierge-la-Serre, Saint-Julien-le-Roux, Saint-Laurent-du-Pape és Saint-Vincent-de-Durfort községekkel határos.

## Népesség
A település népessége az elmúlt években az alábbi módon változott:
| Lakosok száma | 728  | 543  | 531  | 674  | 748  | 762  | 775  | 777  | 784  | 806  |
|               | 1968 | 1982 | 1990 | 2006 | 2013 | 2015 | 2017 | 2019 | 2020 | 2022 |